# Sudamerlycaste peruviana
Sudamerlycaste peruviana là một loài thực vật có hoa trong họ Lan. Loài này được (Rolfe) Archila mô tả khoa học đầu tiên năm 2003.